# Hubert Jedin
Hubert Jedin (Großbriesen, 17 de junho de 1900 – Bonn, 16 de julho de 1980) foi um sacerdote católico, escritor e historiador alemão. 
Concentrou a maior parte de seus estudos na temática conciliarista. A sua obra mais famosa é a História da Igreja em dez volumes, editada em 1975.
Foi sepultado no Poppelsdorfer Friedhof em Bonn.

## Publicações sobre Hubert Jedin
- Lebensbericht. Mit einem Dokumentenanhang, ed. Konrad Repgen (= Veröffentlichungen der Kommission für Zeitgeschichte, Mainz 1984, ISBN 3-7867-1086-4
- Heribert Smolinsky (Ed.): Die Erforschung der Kirchengeschichte. Leben, Werk und Bedeutung von Hubert Jedin (1900-1980) (= Katholisches Leben und Kirchenreform im Zeitalter der Glaubensspaltung, Bd. 61), Aschendorff, Münster 2001, ISBN 3-402-02982-0

## Literatura
- Hubert Jedin, Kleine Konziliengeschichte, Herder Freiburg, 1960
- Hubert Jedin, in Biographisch-Bibliographisches Kirchenlexikon Band 3 (Jedin–Kleinschmidt), Herzberg 1992, ISBN 3-88309-035-2